# Matematisk analyse
Matematisk analyse er den del af matematikken, der beskæftiger sig med begreber som grænseværdi og konvergens. Tæt relaterede emner som kontinuitet, differentialregning, integralregning og transcendente funktioner studeres. Disse emner studeres typisk i forbindelse med reelle tal, komplekse tal og deres funktioner, men de kan også udvides til at gælde på mere generelle matematiske rum, der er udstyret med en definition på "nærhed" (topologiske rum) eller "afstand" (metriske rum). Matematisk analyse har sine rødder i den stringente formulering af infinitesimalregning.
| Matematik | Spire Denne artikel om matematik er en spire som bør udbygges. Du er velkommen til at hjælpe Wikipedia ved at udvide den. |